# Octhispa gibba
Octhispa gibba là một loài bọ cánh cứng trong họ Chrysomelidae. Loài này được Olivier miêu tả khoa học năm 1792.